# Football League Championship 2011-2012
La Football League Championship 2011-2012 o Npower League per motivi di sponsorizzazione, fu la 109ª edizione del campionato di calcio di seconda divisione.
Al termine della stagione precedente sono state promosse in Premier League il Queens Park Rangers, il Norwich City, che sono arrivate rispettivamente 1ª e 2ª al termine della stagione regolare, mentre lo Swansea City è riuscito a raggiungere la promozione attraverso i Play-off (era arrivata 3ª al termine della stagione regolare).
Il Preston (22ª), lo Sheffield United (23ª) e lo Scunthorpe United (24ª) non sono riuscite, invece, a mantenere la categoria e sono retrocesse in League One.
Queste sei squadre sono state rimpiazzate dalle tre retrocesse dalla Premier League: il Birmingham City (nonostante la vittoria nella Carling Cup e un buon inizio di campionato), il Blackpool ed il West Ham che sono arrivate, rispettivamente, 18ª, 19ª e 20ª e dalle tre neopromosse provenienti dalla League One: il Brighton & Hove, il Peterborough ed il Southampton.
Inoltre da questa stagione la Football Association (FA) e la FAW decideranno insieme le azioni disciplinari da prendere nei confronti dei club gallesi in Premier League ed in Championship (quindi lo Swansea City e il Cardiff City).

## Cambiamenti di squadra dalla scorsa stagione

### Dalla Championship
Promosse in Premier League
- Norwich City
- Queens Park Rangers
- Swansea City

Retrocesse in League One
- Preston
- Scunthorpe United
- Sheffield United

### In Championship
Retrocesse dalla Premier League
- Birmingham City
- Blackpool
- West Ham

Promosse dalla League One
- Brighton & Hove
- Peterborough
- Southampton

## Squadre partecipanti
| Squadra           | Città         | Stadio                 | Capacità |
| ----------------- | ------------- | ---------------------- | -------- |
| Barnsley          | Barnsley      | Oakwell                | 23,287   |
| Birmingham City   | Birmingham    | St Andrew's Stadium    | 30,079   |
| Blackpool         | Blackpool     | Bloomfield Road        | 9,791    |
| Brighton          | Brighton      | AMEX Community Stadium | 22,374   |
| Bristol City      | Bristol       | Ashton Gate            | 21,804   |
| Burnley           | Burnley       | Turf Moor              | 22,702   |
| Cardiff City      | Cardiff       | Cardiff City Stadium   | 26,828   |
| Coventry City     | Coventry      | Ricoh Arena            | 32,604   |
| Crystal Palace    | Londra        | Selhurst Park          | 26,225   |
| Derby County      | Derby         | Pride Park Stadium     | 33,502   |
| Doncaster         | Doncaster     | Keepmoat Stadium       | 15,231   |
| Hull City         | Hull          | KC Stadium             | 25,404   |
| Ipswich Town      | Ipswich       | Portman Road           | 30,311   |
| Leeds Utd         | Leeds         | Elland Road            | 39,402   |
| Leicester City    | Leicester     | Walkers Stadium        | 32,312   |
| Middlesbrough     | Middlesbrough | Riverside Stadium      | 34,998   |
| Millwall          | Londra        | The Den                | 19,734   |
| Nottingham Forest | Nottingham    | City Ground            | 30,576   |
| Peterborough Utd  | Peterborough  | London Road            | 14,793   |
| Portsmouth        | Portsmouth    | Fratton Park           | 21,110   |
| Reading           | Reading       | Madejski Stadium       | 24,161   |
| Southampton       | Southampton   | St Mary's Stadium      | 32,689   |
| Watford           | Watford       | Vicarage Road          | 17,504   |
| West Ham Utd      | Londra        | Upton Park             | 35,303   |

## Classifica finale
|  |     | Classifica 2011-12 | Pt | G  | V  | N  | P  | GF | GS | DR  |
|  | --- | ------------------ | -- | -- | -- | -- | -- | -- | -- | --- |
|  | 1.  | Reading            | 89 | 46 | 27 | 8  | 11 | 69 | 41 | +28 |
|  | 2.  | Southampton        | 88 | 46 | 26 | 10 | 10 | 85 | 46 | +39 |
|  | 3.  | West Ham Utd       | 86 | 46 | 24 | 14 | 8  | 81 | 48 | +33 |
|  | 4.  | Birmingham City    | 76 | 46 | 20 | 16 | 10 | 78 | 51 | +27 |
|  | 5.  | Blackpool          | 75 | 46 | 20 | 15 | 11 | 79 | 59 | +20 |
|  | 6.  | Cardiff City       | 75 | 46 | 19 | 18 | 9  | 66 | 53 | +13 |
|  | 7.  | Middlesbrough      | 70 | 46 | 18 | 16 | 12 | 52 | 51 | +1  |
|  | 8.  | Hull City          | 68 | 46 | 19 | 11 | 16 | 47 | 44 | +3  |
|  | 9.  | Leicester City     | 66 | 46 | 18 | 12 | 16 | 66 | 55 | +11 |
|  | 10. | Brighton           | 66 | 46 | 17 | 15 | 14 | 52 | 52 | +0  |
|  | 11. | Watford            | 64 | 46 | 16 | 16 | 14 | 56 | 64 | -8  |
|  | 12. | Derby County       | 64 | 46 | 18 | 10 | 18 | 50 | 58 | -8  |
|  | 13. | Burnley            | 62 | 46 | 17 | 11 | 18 | 61 | 58 | +3  |
|  | 14. | Leeds Utd          | 61 | 46 | 17 | 10 | 19 | 65 | 68 | -3  |
|  | 15. | Ipswich Town       | 61 | 46 | 17 | 10 | 19 | 69 | 77 | -8  |
|  | 16. | Millwall           | 57 | 46 | 15 | 12 | 19 | 55 | 57 | -2  |
|  | 17. | Crystal Palace     | 56 | 46 | 13 | 17 | 16 | 46 | 51 | -5  |
|  | 18. | Peterborough Utd   | 50 | 46 | 13 | 11 | 22 | 67 | 77 | -10 |
|  | 19. | Nottingham Forest  | 50 | 46 | 14 | 8  | 24 | 48 | 63 | -15 |
|  | 20. | Bristol City       | 49 | 46 | 12 | 13 | 21 | 44 | 68 | -24 |
|  | 21. | Barnsley           | 48 | 46 | 13 | 9  | 24 | 49 | 74 | -25 |
|  | 22. | Portsmouth         | 40 | 46 | 13 | 11 | 22 | 50 | 59 | -9  |
|  | 23. | Coventry City      | 40 | 46 | 9  | 13 | 24 | 41 | 65 | -24 |
|  | 24. | Doncaster          | 36 | 46 | 8  | 12 | 26 | 43 | 80 | -37 |

### Verdetti
- Reading,  Southampton e  West Ham Utd promosse in Premier League 2012-13.
- Wolverhampton,  Blackburn e  Bolton retrocesse in Championship 2012-13.
- Charlton,  Sheffield Weds e  Huddersfield Town promosse in Championship 2012-13.
- Doncaster,  Coventry City,  Portsmouth retrocesse in League One 2012-13.

## Playoff
Tabellone
|  | Semifinali | Semifinali      | Semifinali | Semifinali | Semifinali |  |  | Finale       | Finale       | Finale |  |
|  |            |                 |            |            |            |  |  |              |              |        |  |
|  | 6          | Cardiff City    | 0          | 0          | 0          |  |  |              |              |        |  |
|  | 3          | West Ham Utd    | 2          | 3          | 5          |  |  | West Ham Utd | West Ham Utd | 2      |  |
|  | 5          | Blackpool       | 1          | 2          | 3          |  |  | Blackpool    | Blackpool    | 1      |  |
|  | 4          | Birmingham City | 0          | 2          | 2          |  |  |              |              |        |  |

### Semifinali

#### Andata
| Arbitro: | Neil Swarbrick |

|  |           |                 |
|  | Marcatori | 9’ 41’ Collison |

| Arbitro: | Mark Halsey |

|                   |           |  |
| Davies 45’ (aut.) | Marcatori |  |

#### Ritorno
| Arbitro: | Mike Dean |

|                                  |           |  |
| Nolan 15’ Vaz Tê 41’ Maynard 90’ | Marcatori |  |

| Arbitro: | Chris Foy |

|                      |           |                            |
| Žigić 64’ Davies 73’ | Marcatori | 45’ Dobbie 48’ M. Phillips |

### Finale
| Arbitro: | Howard Webb |

|                     |           |          |
| Cole 35’ Vaz Tê 87’ | Marcatori | 48’ Ince |

## Statistiche e record

### Classifica marcatori
Aggiornata al 13 aprile 2012
| Gol |  |  | Giocatore        | Squadra         |
| --- |  |  | ---------------- | --------------- |
| 27  |  |  | Rickie Lambert   | Southampton     |
| 20  |  |  | Ricardo Vaz Tê   | West Ham Utd    |
| 19  |  |  | Billy Sharp      | Southampton     |
| 18  |  |  | Ross McCormack   | Leeds Utd       |
| 16  |  |  | Kevin Phillips   | Blackpool       |
| 16  |  |  | Marlon King      | Birmingham City |
| 16  |  |  | Charlie Austin   | Burnley         |
| 16  |  |  | Matt Fryatt      | Hull City       |
| 15  |  |  | Jay Rodriguez    | Burnley         |
| 15  |  |  | David Nugent     | Leicester City  |
| 15  |  |  | Darius Henderson | Millwall        |
| 14  |  |  | Carlton Cole     | West Ham Utd    |
| 14  |  |  | Michael Chopra   | Ipswich Town    |
| 14  |  |  | Marvin Emnes     | Middlesbrough   |

## Calendario
| andata     | 1ª giornata                 | ritorno     |
| 6 ago.2011 |                             | 3 mar. 2012 |
| 2-1        | Brighton-Doncaster          | 1-1         |
| 0-3        | Bristol City-Ipswich        | 0-3         |
| 2-2        | Burnley-Watford             | 2-3         |
| 0-1        | Coventry-Leicester          | 0-2         |
| 2-1        | Derby-Birmingham            | 2-2         |
| 0-1        | Hull City-Blackpool         | 1-1         |
| 2-2        | Middlesbrough-Portsmouth    | 3-1         |
| 0-0        | Nott'm Forest-Barnsley      | 1-1         |
| 2-1        | Peterborough-Crystal Palace | 0-1         |
| 2-2        | Reading-Millwall            | 2-1         |
| 3-1        | Southampton-Leeds           | 1-0         |
| 0-1        | West Ham-Cardiff            | 2-0         |

| andata       | 4ª giornata              | ritorno      |
| 20 ago. 2011 |                          | 17 mar. 2012 |
| 2-2          | Brighton-Blackpool       | 1-3          |
| 0-0          | Bristol City-Portsmouth  | 0-0          |
| 1-1          | Burnley-Cardiff          | 0-0          |
| 0-0          | Coventry-Watford         | 0-0          |
| 3-0          | Derby County-Doncaster   | 2-1          |
| 0-1          | Hull City-Crystal Palace | 0-0          |
| 3-1          | Boro-Birmingham          | 0-3          |
| 2-2          | Nott'm Forest-Leicester  | 0-0          |
| 7-1          | Peterborough-Ipswich     | 2-3          |
| 1-2          | Reading-Barnsley         | 4-0          |
| 1-0          | Southampton-Millwall     | 3-2          |
| 2-2          | West Ham-Leeds           | 1-1          |

| andata       | 7ª giornata                | ritorno     |
| 17 set. 2011 |                            | 4 feb. 2012 |
| 1-1          | Barnsley-Watford           | 1-2         |
| 1-1          | Blackpool-Cardiff          | 1-3         |
| 0-1          | Crystal Palace-M'brough    | 0-0         |
| 1-0          | Hull City-Portsmouth       | 0-2         |
| 3-0          | Ipswich-Coventry           | 3-2         |
| 2-1          | Leeds-Bristol City         | 0-3         |
| 1-0          | Leicester-Brighton         | 0-1         |
| 0-0          | Millwall-West Ham          | 1-2         |
| 1-2          | Nott'm Forest-Derby County | 0-1         |
| 2-1          | Peterborough-Burnley       | 1-1         |
| 2-0          | Reading-Doncaster          | 1-1         |
| 4-1          | Southampton-Birmingham     | 0-0         |

| andata       | 10ª giornata             | ritorno      |
| 1º ott. 2011 |                          | 25 feb. 2012 |
| 2-0          | Barnsley-Coventry        | 0-1          |
| 5-0          | Blackpool-Bristol City   | 3-1          |
| 2-2          | Crystal Palace-West Ham  | 0-0          |
| 2-1          | Hull City-Cardiff        | 3-0          |
| 3-1          | Ipswich-Brighton         | 0-3          |
| 1-0          | Leeds-Portsmouth         | 0-0          |
| 4-0          | Leicester-Derby County   | 1-0          |
| 0-0          | Millwall-Burnley         | 3-1          |
| 1-3          | Nott'm Forest-Birmingham | 2-1          |
| 1-2          | Peterborough-Doncaster   | 1-1          |
| 0-0          | Reading-Middlesbrough    | 2-0          |
| 4-0          | Southampton-Watford      | 3-0          |

| andata       | 13ª giornata            | ritorno      |
| 22 ott. 2011 |                         | 14 apr. 2012 |
| 1-2          | Blackpool-Nott'm Forest | 0-0          |
| 0-1          | Brighton-West Ham       | 0-6          |
| 0-2          | Bristol City-Birmingham | 2-2          |
| 5-3          | Cardiff-Barnsley        | 1-0          |
| 1-2          | Coventry-Burnley        | 1-1          |
| 3-2          | Hull City-Watford       | 1-1          |
| 0-1          | Ipswich-Crystal Palace  | 1-1          |
| 0-3          | Leicester-Millwall      | 1-2          |
| 2-0          | Middlesbrough-Derby     | 1-0          |
| 2-3          | Peterborough-Leeds      | 1-4          |
| 3-1          | Portsmouth-Doncaster    | 4-3          |
| 1-1          | Reading-Southampton     | 3-1          |

| andata      | 16ª giornata              | ritorno      |
| 5 nov. 2011 |                           | 28 apr. 2012 |
| 1-0         | Blackpool-Millwall        | 2-2          |
| 2-0         | Brighton-Barnsley         | 0-0          |
| 3-1         | Bristol City-Burnley      | 1-1          |
| 2-0         | Cardiff-Crystal Palace    | 2-1          |
| 2-4         | Coventry-Southampton      | 0-4          |
| 0-2         | Hull City-West Ham        | 1-2          |
| 2-3         | Ipswich-Doncaster         | 3-2          |
| 0-1         | Leicester-Leeds           | 2-1          |
| 1-0         | Middlesbrough-Watford     | 1-2          |
| 3-2         | Peterborough-Derby County | 1-1          |
| 3-0         | Portsmouth-Nott'm Forest  | 0-2          |
| 1-0         | Reading-Birmingham        | 0-2          |

| andata       | 19ª giornata            | ritorno      |
| 29 nov. 2011 |                         | 20 mar. 2012 |
| 2-1          | Barnsley-Crystal Palace | 0-1          |
| 1-0          | Birmingham-Portsmouth   | 1-4          |
| 4-0          | Burnley-Ipswich         | 0-1          |
| 1-1          | Coventry-Cardiff        | 2-2          |
| 0-1          | Derby County-Brighton   | 0-2          |
| 2-0          | Leicester-Blackpool     | 3-3          |
| 0-2          | Middlesbrough-West Ham  | 1-1          |
| 3-2          | Millwall-Doncaster      | 3-0          |
| 0-4          | Nott'm Forest-Leeds     | 7-3          |
| 3-2          | Reading-Peterborough    | 1-3          |
| 2-1          | Southampton-Hull City   | 2-0          |
| 2-2          | Watford-Bristol CIty    | 2-0          |

| andata       | 22ª giornata               | ritorno     |
| 17 dic. 2011 |                            | 7 apr. 2012 |
| 0-0          | Blackpool-Watford          | 2-0         |
| 0-1          | Brighton-Burnley           | 0-1         |
| 0-0          | Bristol City-Nott'm Forest | 1-0         |
| 2-3          | Cardiff-Middlesbrough      | 2-0         |
| 1-0          | Crystal Palace-Birmingham  | 1-3         |
| 2-1          | Doncaster-Leicester        | 0-4         |
| 2-0          | Hull City-Millwall         | 0-2         |
| 1-0          | Ipswich-Derby County       | 0-0         |
| 0-1          | Leeds-Reading              | 0-2         |
| 1-0          | Peterborough-Coventry      | 2-2         |
| 1-1          | Portsmouth-Southampton     | 2-2         |
| 1-0          | West Ham-Barnsley          | 4-0         |

| andata       | 2ª giornata            | ritorno      |
| 13 ago. 2011 |                        | 10 mar. 2012 |
| 0-1          | Barnsley-Southampton   | 0-2          |
| 1-0          | Birmingham-Coventry    | 1-1          |
| 2-1          | Blackpool-Peterborough | 1-3          |
| 3-1          | Cardiff-Bristol City   | 2-1          |
| 2-0          | Crystal Palace-Burnley | 1-1          |
| 0-1          | Doncaster-West Ham     | 1-1          |
| 0-1          | Ipswich-Hull City      | 2-2          |
| 0-1          | Leeds-Middlesbrough    | 2-0          |
| 0-2          | Leicester-Reading      | 1-3          |
| 2-0          | Millwall-Nott'm Forest | 1-3          |
| 0-1          | Portsmouth-Brighton    | 0-2          |
| 0-1          | Watford-Derby County   | 2-1          |

| andata       | 5ª giornata              | ritorno      |
| 27 ago. 2011 |                          | 21 gen. 2012 |
| 2-1          | Brighton-Peterborough    | 2-1          |
| 1-1          | Crystal Palace-Blackpool | 1-2          |
| 1-2          | Derby County-Burnley     | 0-0          |
| 1-1          | Doncaster-Bristol City   | 1-2          |
| 1-0          | Hull City-Reading        | 1-0          |
| 2-1          | Ipswich-Leeds            | 1-3          |
| 3-2          | Leicester-Southampton    | 2-0          |
| 1-1          | Middlesbrough-Coventry   | 1-3          |
| 0-0          | Millwall-Barnsley        | 3-1          |
| 1-4          | Nott'm Forest-West Ham   | 1-2          |
| 1-1          | Portsmouth-Cardiff       | 2-3          |
| 2-2          | Watford-Birmingham       | 0-3          |

| andata       | 8ª giornata              | ritorno      |
| 24 set. 2011 |                          | 11 feb. 2012 |
| 1-1          | Birmingham-Barnsley      | 3-1          |
| 3-3          | Brighton-Leeds           | 2-1          |
| 1-1          | Bristol City-Hull City   | 0-3          |
| 1-1          | Burnley-Southampton      | 0-2          |
| 0-0          | Cardiff-Leicester        | 1-2          |
| 1-1          | Coventry-Reading         | 0-2          |
| 3-0          | Derby County-Millwall    | 0-0          |
| 1-0          | Doncaster-Crystal Palace | 1-1          |
| 0-0          | Middlesbrough-Ipswich    | 1-1          |
| 1-0          | Portsmouth-Blackpool     | 1-1          |
| 0-1          | Watford-Nott'm Forest    | 1-1          |
| 1-0          | West Ham-Peterborough    | 2-0          |

| andata       | 11ª giornata              | ritorno      |
| 15 ott. 2011 |                           | 18 feb. 2012 |
| 2-0          | Birmingham-Leicester      | 1-3          |
| 0-0          | Brighton-Hull City        | 0-0          |
| 1-2          | Bristol City-Peterborough | 0-3          |
| 0-1          | Burnley-Reading           | 0-1          |
| 2-2          | Cardiff-Ipswich           | 0-3          |
| 1-0          | Coventry-Nott'm Forest    | 0-2          |
| 1-1          | Derby County-Southampton  | 0-4          |
| 0-3          | Doncaster-Leeds           | 2-3          |
| 1-1          | Middlesbrough-Millwall    | 3-1          |
| 2-0          | Portsmouth-Barnsley       | 0-2          |
| 0-2          | Watford-Crystal Palace    | 0-4          |
| 4-0          | West Ham-Blackpool        | 4-1          |

| andata       | 14ª giornata            | ritorno      |
| 29 ott. 2011 |                         | 21 apr. 2012 |
| 1-2          | Barnsley-Bristol City   | 0-2          |
| 0-0          | Birmingham-Brighton     | 1-1          |
| 3-1          | Burnley-Blackpool       | 0-4          |
| 0-0          | Crystal Palace-Reading  | 2-2          |
| 3-1          | Derby County-Portsmouth | 2-1          |
| 1-1          | Doncaster-Coventry      | 2-0          |
| 1-1          | Leeds-Cardiff           | 1-1          |
| 4-1          | Millwall-Ipswich        | 3-0          |
| 0-1          | Nott'm Forest-Hull City | 1-2          |
| 3-0          | Southampton-M'brough    | 1-2          |
| 3-2          | Watford-Peterborough    | 2-2          |
| 3-2          | West Ham-Leicester      | 2-1          |

| andata       | 17ª giornata             | ritorno     |
| 19 nov. 2011 |                          | 2 gen. 2012 |
| 2-0          | Barnsley-Doncaster       | 0-2         |
| 1-1          | Birmingham-Peterborough  | 1-1         |
| 1-2          | Burnley-Leeds            | 1-2         |
| 1-2          | Coventry-West Ham        | 0-1         |
| 0-2          | Derby County-Hull City   | 1-0         |
| 3-0          | Leicester-Crystal Palace | 2-1         |
| 2-2          | Middlesbrough-Blackpool  | 0-3         |
| 1-2          | Millwall-Bristol City    | 0-1         |
| 3-2          | Nott'm Forest-Ipswich    | 3-1         |
| 1-2          | Reading-Cardiff          | 1-3         |
| 3-0          | Southampton-Brighton     | 0-3         |
| 2-0          | Watford-Portsmouth       | 0-2         |

| andata      | 20ª giornata               | ritorno      |
| 3 dic. 2011 |                            | 24 mar. 2012 |
| 1-0         | Blackpool-Reading          | 1-3          |
| 1-0         | Brighton-Nott'm Forest     | 1-1          |
| 0-1         | Bristol City-Middlesbrough | 1-1          |
| 1-0         | Cardiff-Birmingham         | 1-1          |
| 1-1         | Crystal Palace-Derby       | 2-3          |
| 1-0         | Doncaster-Southampton      | 0-2          |
| 2-1         | Hull City-Leicester        | 1-2          |
| 1-2         | Ipswich-Watford            | 1-2          |
| 2-0         | Leeds-Millwall             | 1-0          |
| 3-4         | Peterborough-Barnsley      | 0-1          |
| 2-1         | Portsmouth-Coventry        | 0-2          |
| 1-2         | West Ham-Burnley           | 2-2          |

| andata       | 23ª giornata               | ritorno     |
| 26 dic. 2011 |                            | 9 apr. 2012 |
| 1-3          | Barnsley-Blackpool         | 1-1         |
| 1-1          | Birmingham-West Ham        | 3-3         |
| 3-0          | Burnley-Doncaster          | 2-1         |
| 1-0          | Coventry-Bristol City      | 1-3         |
| 1-0          | Derby County-Leeds         | 2-0         |
| 1-1          | Leicester-Ipswich          | 2-1         |
| 1-0          | Middlesbrough-Hull City    | 1-2         |
| 1-0          | Millwall-Portsmouth        | 1-0         |
| 0-1          | Nott'm Forest-Peterborough | 1-0         |
| 3-0          | Reading-Brighton           | 1-0         |
| 2-0          | Southampton-Crystal Palace | 2-0         |
| 1-1          | Watford-Cardiff            | 1-1         |

| andata       | 3ª giornata             | ritorno     |
| 16 ago. 2011 |                         | 6 mar. 2012 |
| 1-3          | Barnsley-Middlesbrough  | 0-2         |
| 2-1          | Birmingham-Burnley      | 3-1         |
| 0-1          | Blackpool-Derby County  | 1-2         |
| 1-3          | Cardiff-Brighton        | 2-2         |
| 2-1          | Crystal Palace-Coventry | 1-1         |
| 0-1          | Doncaster-Nott'm Forest | 2-1         |
| 2-5          | Ipswich-Southampton     | 1-1         |
| 4-1          | Leeds-Hull City         | 0-0         |
| 1-2          | Leicester-Bristol City  | 2-3         |
| 2-2          | Millwall-Peterborough   | 3-0         |
| 1-0          | Portsmouth-Reading      | 1-0         |
| 0-4          | Watford-West Ham        | 1-1         |

| andata      | 6ª giornata               | ritorno      |
| 10 set.2011 |                           | 14 gen. 2012 |
| 1-1         | Barnsley-Leicester        | 2-2          |
| 3-0         | Birmingham-Millwall       | 6-0          |
| 2-0         | Blackpool-Ipswich         | 2-2          |
| 0-1         | Bristol City-Brighton     | 0-2          |
| 0-2         | Burnley-Middlesbrough     | 2-0          |
| 2-0         | Cardiff-Doncaster         | 0-0          |
| 2-0         | Coventry-Derby County     | 0-1          |
| 3-2         | Leeds-Crystal Palace      | 1-1          |
| 0-1         | Peterborough-Hull City    | 0-1          |
| 0-2         | Reading-Watford           | 2-1          |
| 3-2         | Southampton-Nott'm Forest | 3-0          |
| 4-3         | West Ham-Portsmouth       | 1-0          |

| andata       | 9ª giornata             | ritorno      |
| 27 set. 2011 |                         | 31 gen. 2012 |
| 1-0          | Birmingham-Leeds        | 4-1          |
| 1-3          | Brighton-Crystal Palace | 1-1          |
| 2-3          | Bristol City-Reading    | 0-1          |
| 5-1          | Burnley-Nott'm Forest   | 2-0          |
| 2-1          | Cardiff-Southampton     | 1-1          |
| 2-2          | Coventry-Blackpool      | 1-2          |
| 1-1          | Derby County-Barnsley   | 2-3          |
| 1-1          | Doncaster-Hull City     | 0-0          |
| 0-0          | Middlesbrough-Leicester | 2-2          |
| 2-3          | Portsmouth-Peterborough | 3-0          |
| 2-1          | Watford-Millwall        | 2-0          |
| 0-1          | West Ham-Ipswich        | 1-5          |

| andata       | 12ª giornata                | ritorno      |
| 18 ott. 2011 |                             | 14 feb. 2012 |
| 2-0          | Barnsley-Burnley            | 0-2          |
| 2-1          | Blackpool-Doncaster         | 3-1          |
| 1-0          | Crystal Palace-Bristol City | 2-2          |
| 2-1          | Hull City-Birmingham        | 0-0          |
| 1-0          | Ipswich-Portsmouth          | 1-0          |
| 1-1          | Leeds-Coventry              | 1-2          |
| 2-0          | Leicester-Watford           | 2-3          |
| 1-1          | Millwall-Brighton           | 2-2          |
| 2-0          | Nott'm Forest-M'brough      | 1-2          |
| 4-3          | Peterborough-Cardiff        | 1-3          |
| 2-2          | Reading-Derby County        | 1-0          |
| 1-0          | Southampton-West Ham        | 1-1          |

| andata       | 15ª giornata              | ritorno      |
| 1º nov. 2011 |                           | 17 apr. 2012 |
| 2-1          | Barnsley-Hull City        | 1-3          |
| 2-1          | Birmingham-Ipswich        | 1-1          |
| 1-3          | Burnley-Leicester         | 0-0          |
| 0-0          | Crystal Palace-Portsmouth | 1-2          |
| 0-3          | Derby County-Cardiff      | 0-2          |
| 1-3          | Doncaster-Middlesbrough   | 0-0          |
| 0-5          | Leeds-Blackpool           | 0-1          |
| 3-0          | Millwall-Coventry         | 1-0          |
| 1-0          | Nott'm Forest-Reading     | 0-1          |
| 2-1          | Southampton-Peterborough  | 3-1          |
| 1-0          | Watford-Brighton          | 2-2          |
| 0-0          | West Ham-Bristol City     | 1-1          |

| andata       | 18ª giornata             | ritorno      |
| 26 nov. 2011 |                          | 31 dic. 2011 |
| 2-2          | Blackpool-Birmingham     | 0-3          |
| 2-1          | Brighton-Coventry        | 0-2          |
| 2-0          | Bristol City-Southampton | 1-0          |
| 1-0          | Cardiff-Nott'm Forest    | 1-0          |
| 0-0          | Crystal Palace-Millwall  | 1-0          |
| 0-0          | Doncaster-Watford        | 1-4          |
| 2-3          | Hull City-Burnley        | 0-1          |
| 2-3          | Ipswich-Reading          | 0-1          |
| 1-2          | Leeds-Barnsley           | 1-4          |
| 1-1          | Peterborough-Boro        | 1-1          |
| 1-1          | Portsmouth-Leicester     | 1-1          |
| 3-1          | West Ham-Derby County    | 1-2          |

| andata       | 21ª giornata              | ritorno      |
| 10 dic. 2011 |                           | 31 mar. 2012 |
| 3-5          | Barnsley-Ipswich          | 0-1          |
| 2-1          | Birmingham-Doncaster      | 3-1          |
| 0-1          | Burnley-Portsmouth        | 5-1          |
| 0-1          | Coventry-Hull City        | 2-0          |
| 2-1          | Derby County-Bristol City | 1-1          |
| 1-1          | Leicester-Peterborough    | 0-1          |
| 1-0          | Middlesbrough-Brighton    | 1-1          |
| 0-0          | Millwall-Cardiff          | 0-0          |
| 0-1          | Nott'm Forest-Crystal P.  | 3-0          |
| 3-0          | Reading-West Ham          | 4-2          |
| 2-2          | Southampton-Blackpool     | 0-3          |
| 1-1          | Watford-Leeds             | 2-0          |